# Landscheide
Landscheide é um município da Alemanha localizado no distrito de Steinburg, estado de Schleswig-Holstein .
Pertence ao Amt de Wilstermarsch.